# Argyreia androyensis
Espèce
Statut de conservation UICN

 EN B2ab(iii,v) : En danger
Argyreia androyensis est une espèce de plantes de la famille des Convolvulaceae, endémique de Madagascar, en danger d’extinction.

## Étymologie

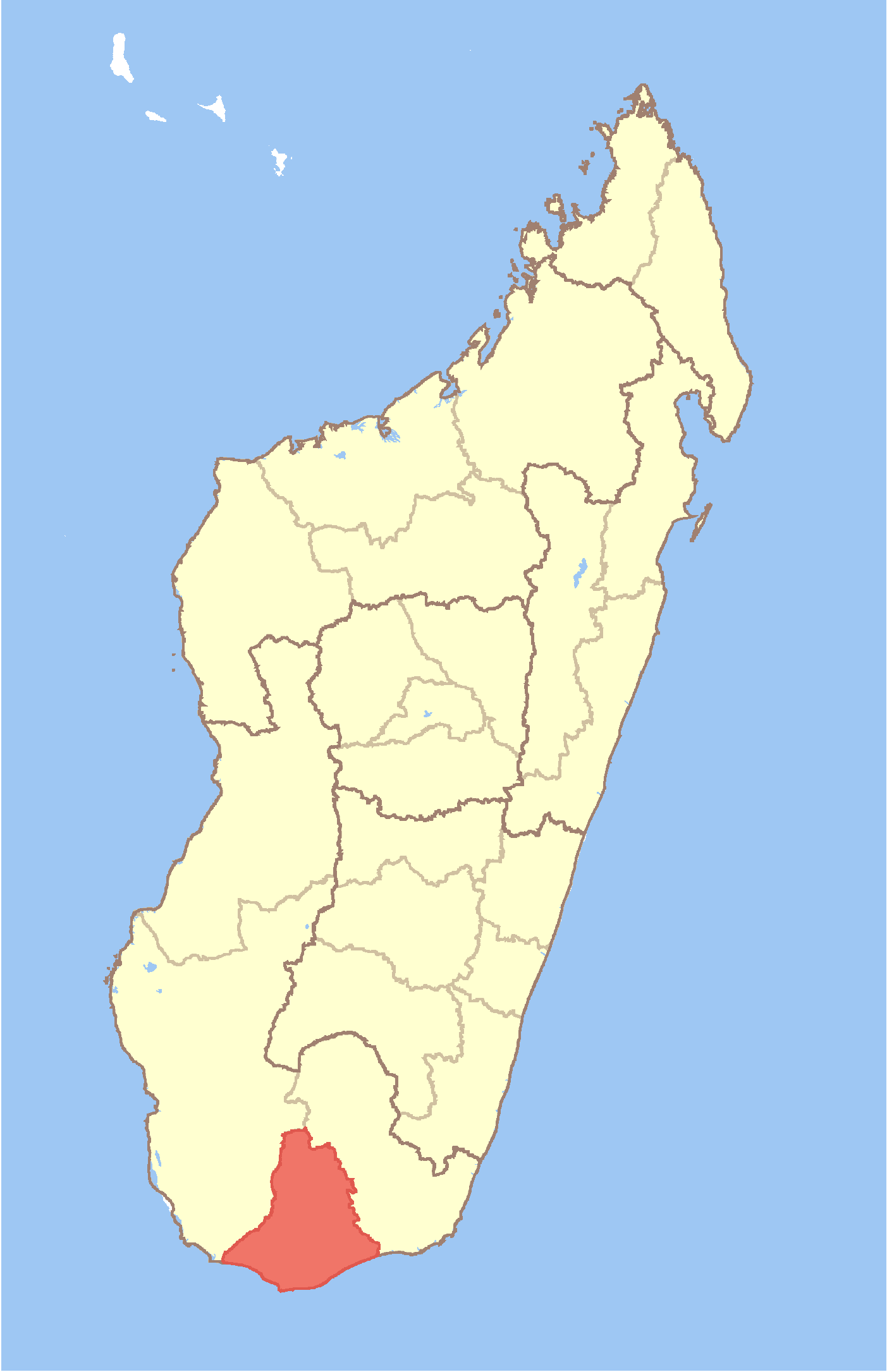
Localisation de la région d’Androy sur la carte de Madagascar.

L’épithète androyensis fait référence à la région où la plante se trouve : la région d’Androy, au sud de Madagascar, avec le suffixe -ensis.

## Description

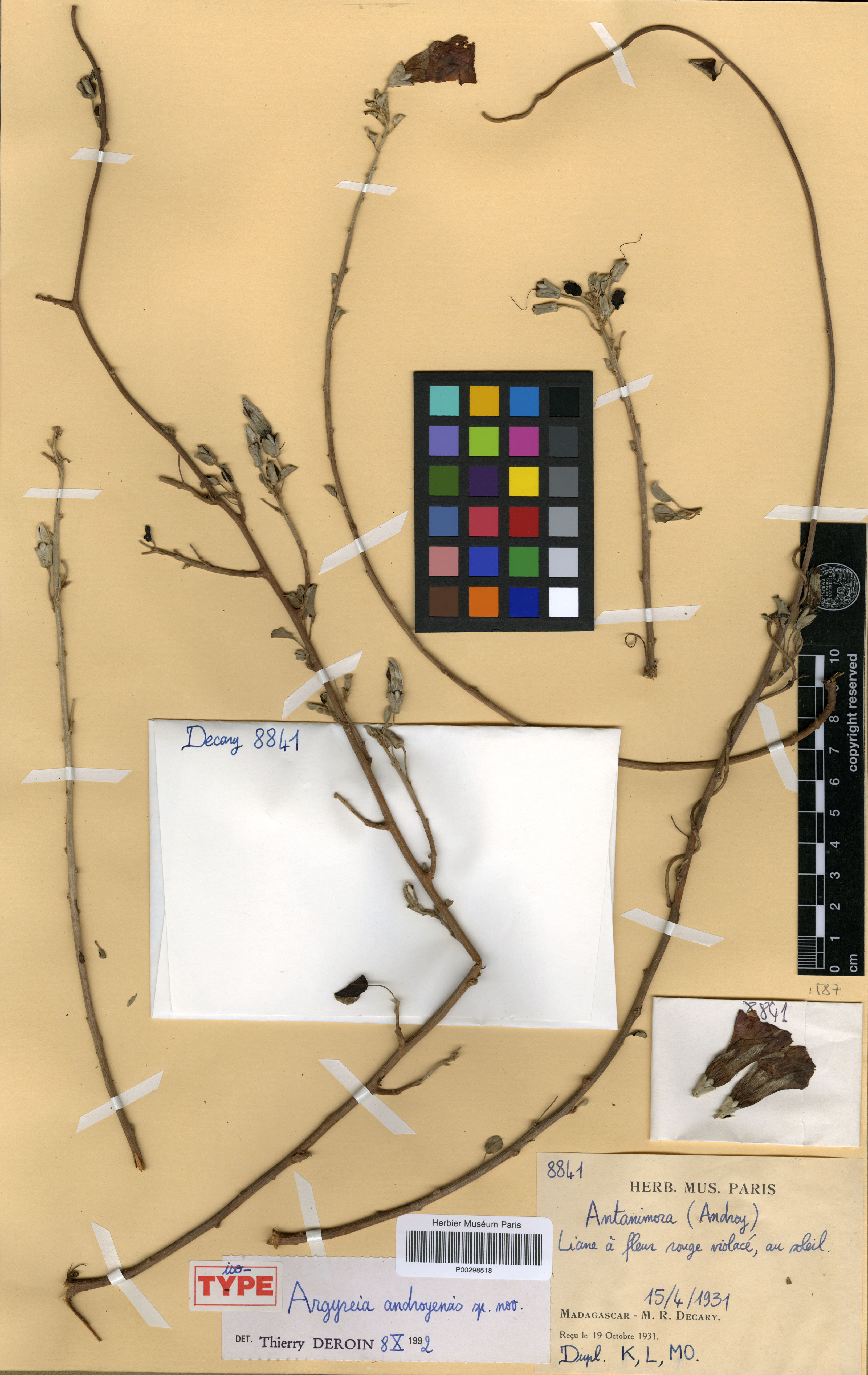
Planche d’herbier de l’isotype d’Argyreia andoryensis au Muséum national d'histoire naturelle.

La plante a été décrite par le botaniste Thierry Deroin en 1993. Le type est une plante en herbier, récoltée le 15 avril 1931 par Raymond Decary à Antanimora.
Il s’agit d’une liane,, à fleur rouge violacé, poussant au soleil.

## Écologie et habitat
Elle pousse dans les forêts sèches et la brousse sèche tropicale.

## Répartition
Argyreia androyensis est endémique du district d’Ambovombe-Androy dans la région d’Androy, au sud de Madagascar.

Localisation de la province de Toliara sur la carte de Madagascar.
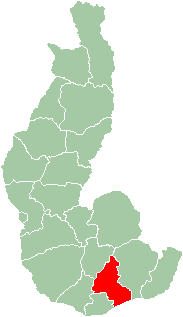
Localisation du district d’Ambovombe-Androy sur la carte de la province de Toliara.

Deux sous-populations seulement sont connues, toutes les deux dans le district d’Ambovombe-Androy. Le dernier spécimen collecté en 1947 provient d’Ambovombe.

## Statut de conservation
Elle est classée « espèce en danger (EN ) », c’est-à-dire en danger d’extinction par l’Union internationale pour la conservation de la nature.
Elle est menacée par la disparition de son habitat en raison de la conversion de la forêt et de la brousse en terres agricoles et des feux de forêt et de brousse.

## Publication originale
Thierry Deroin, « Le genre Argyreia Lour. (Convolvulaceae) à Madagascar », Candollea, vol. 48, no 2,‎ 1993, p. 449-458 (ISSN 0373-2967).